# Joseph Ruben
Joseph Porter Ruben, född 10 maj 1950, är en amerikansk pensionerad filmskapare, regissör, manusförfattare och filmproducent.